# Дзвінкий губно-зубний африкат
Дзвінкий губно-зубний африкат ([b̪͡v] у МФА) — рідкісний приголосний-африкат, що починається як дзвінкий губно-зубний проривний [b̪] та закінчується як глухий губно-зубний фрикативний [v].

## Властивості
- Спосіб творення — несибілянтний африкат.
- Є два варіанти творення проривної частини звуку:
  - Губно-губний, тобто артикулюється обидвома губами. Африкат з таким проривним звуком зветься губним-губно-зубним.
  - Губно-зубний, тобто артикулюється нижньою губою та верхніми зубами.
- Місце творення фрикативної частини звуку — губно-зубне, тобто він артикулюється нижньою губою проти верхніх зубів.
- Тип фонації — дзвінка, тобто голосові зв'язки вібрують від час вимови.
- Це ротовий приголосний, тобто повітря виходить крізь рот.

- Це центральний приголосний, тобто повітря проходить над центральною частиною язика, а не по боках.

- Механізм передачі повітря — егресивний легеневий, тобто під час артикуляції повітря виштовхується крізь голосовий тракт з легенів, а не з гортані, чи з рота.

## Приклади
| Мова          | Мова                                  | Слово               | МФА                    | Значення         | Примітки |
| ------------- | ------------------------------------- | ------------------- | ---------------------- | ---------------- | --- |
| Китайська     | Теочу                                 | 未來 bhuê7 lai5     | [b̪͡vue꜔꜔ lai˥˥]         | 'майбутнє'       | Алофон /b/ перед /u/ в діалекті Чаоян                                                                       |
| Англійська    | Деякі носії                           | invent              | [ɪɱˈb̪͡vent]             | 'винаходити'     | Алофон /v/ після носових приголосних в деяких носіїв. Зазвичай трапляється у швидкій розмовній мові.        |
| Англійська    | Деякі носії                           | obvious             | [ˈɑˌb̪͡viˌəs]            | 'очевидний'      | Інколи так вимовляються групи приголосних /bv/ або /pv/.                                                    |
| Італійська    | Деякі центральні та південні діалекти | in vetta            | [iɱˈb̪͡vet̪t̪ä]            | 'зверху'         | Губно-зубний; алофон /v/ після носових.                                                                     |
| Люксембурзька | Люксембурзька                         | Kampf am Ënnergrond | [ˈkʰɑmb͡v ɑm ˈənɐɡʀont] | 'підземна битва' | Алофон /pf/ наприкінці слова перед голосною на початку наступного слова. Тільки в запозиченнях з німецької. |
| Нгіті         | Нгіті                                 | abvɔ                | [āb̪͡vɔ̄]                 | 'колюча лоза'    | Рідше [b͡β]                                                                                                  |
| Сопвома (Мао) | Сопвома (Мао)                         | bvóthà              | [b̪͡vótʰà]               | 'вбити проколом' | Відрізняється від дзвінкого губно-зубного фрикативного [v].                                                 |
| Тсонга        | діалект СіНкуна                       | shilebvu            | [ʃileb̪͡vu]              | 'підборіддя'     | |